# Breast Side Up
Breast Side Up is de twaalfde aflevering van het zesde seizoen van het tienerdrama Beverly Hills, 90210, die voor het eerst werd uitgezonden op 22 november 1995.

## Verhaal
Thanksgiving Day komt eraan en Colin en Susan brengen allebei maar toch apart deze dagen door bij hun familie. Colin is er niet gerust op om Kelly achter te laten wetende dat Brandon ook alleen is. Susan heeft hetzelfde met Brandon ten opzichte van Kelly. Zowel Kelly als Brandon zeggen dat ze geen zorgen hoeven te maken.
Valerie, David, Steve, Clare, Brandon, Kelly, Donna en Joe willen deze dag samen doorbrengen in het huis van Brandon met een gezamenlijke maaltijd. Valerie heeft Shiela, de moeder van David, ook uitgenodigd ,omdat zij anders alleen was. Valerie wil graag zelf de maaltijd in elkaar zetten, maar Sheila staat erop om te helpen wat Valerie niet echt wil waarderen. Als de dag zelf aanbreekt heeft, verslaapt Valerie zich en Sheila heeft de maaltijd gered omdat zij de kalkoen op tijd in de oven heeft gezet. Het begint duidelijk te worden dat Brandon en Kelly nog prima met elkaar kunnen vinden. Ze krijgen nog hoog bezoek, vanwege Joes verjaardag heeft Donna geregeld dat Steve Young een bezoek brengt na het eten. Dit vindt Joe geweldig omdat hij een grote fan van hem is. Als de dag bijna te einde is, besluit Kelly in het huis te blijven slapen omdat ze te moe is om naar huis te rijden. Als Joe Donna naar huis brengt, zegt Donna nog een verrassing te hebben voor Joe. Donna vertelt hem dat ze met hem naar bed wil. Joe is zeer vereerd, maar vertelt dat hij niet geloofd in seks voor het huwelijk. Valerie brengt de nacht door bij David en als ze de volgende dag thuis komt ziet ze Kelly in pyjama in de keuken samen met Brandon elkaar kussen.
Donna moet naar de rechtbank voor een vooronderzoek. Ze ziet dan Ray weer nadat hij een aanklacht heeft ingediend.
Steve is door Clare meegenomen naar een faculteitsfeest bij haar vaders huis. Steve verveelt zich, omdat dit niet zijn niveau is. Dit verandert als hij betrokken wordt bij een gesprek tussen twee professoren, die het hebben over oude tv-series. Als Steve vertelt dat zijn moeder Samantha Sanders is, is het ijs gebroken en wordt hij de held van de avond. Clare en Milton zijn zeer verbaasd over deze gebeurtenis.

## Rolverdeling
- Jason Priestley - Brandon Walsh
- Jennie Garth - Kelly Taylor
- Ian Ziering - Steve Sanders
- Brian Austin Green - David Silver
- Tori Spelling - Donna Martin
- Tiffani Thiessen - Valerie Malone
- Joe E. Tata - Nat Bussichio
- Kathleen Robertson - Clare Arnold
- Jamie Walters - Ray Pruit
- Jason Wiles - Colin Robbins
- Emma Caulfield - Susan Keats
- Cameron Bancroft - Joe Bradley
- Nicholas Pryor - Milton Arnold
- Caroline Lagerfelt - Sheila Silver
- Steve Young - Zichzelf